# Botanischer Garten von Timișoara

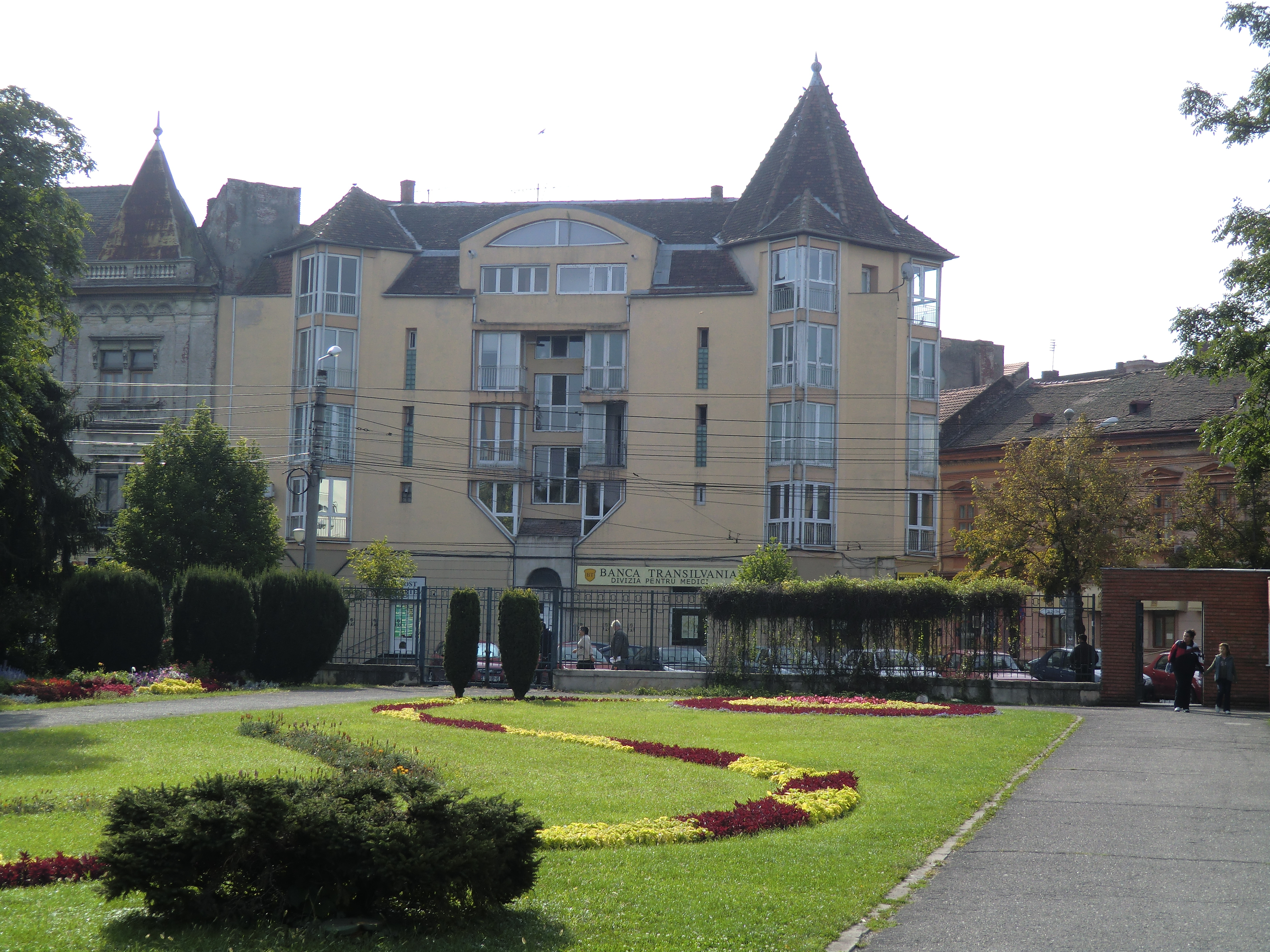
Eingangsbereich des Botanischen Gartens von Timișoara

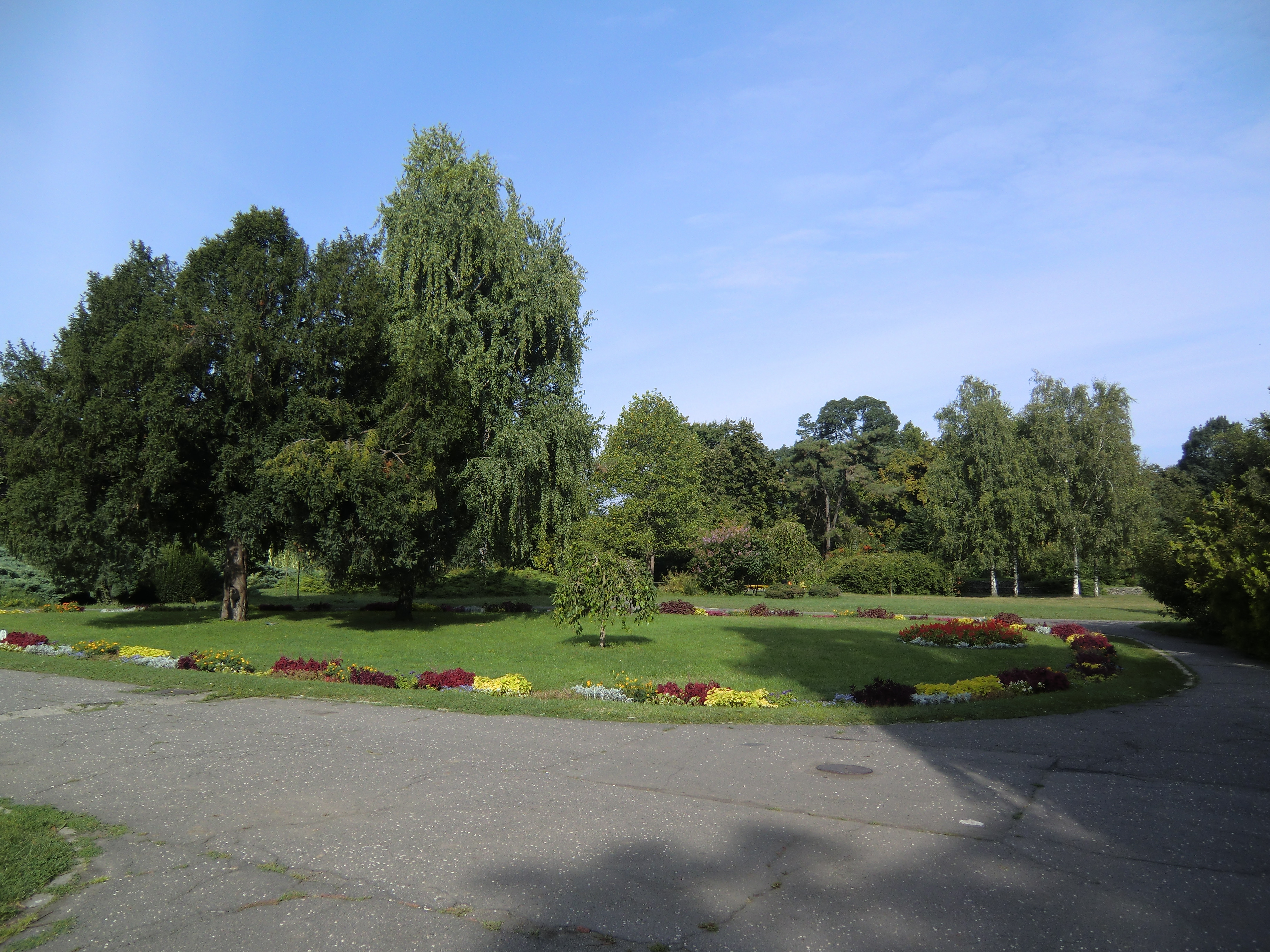
Botanischer Garten von Timișoara

Der Botanische Garten von Timișoara (bis 2007: Botanischer Park, rumänisch: Grădina Botanică, bis 2007: Parcul Botanic) ist ein dendrologischer Park im Zentrum von Timișoara, der seit 1995 unter Naturschutz steht.

## Geografische Lage
Der Botanische Garten von Timișoara liegt zwischen dem Marktplatz Piața Timișoara 700 und dem Kreisverkehr Piața Mărăști im Norden des Bezirks Cetate. Der Park wird durch die Straßen Gheorghe-Dima, Gheorghe Lazăr, A. I. Cuza und Pictor Ion Zaicu begrenzt.
Der Haupteingang befindet sich zwischen den Gebäuden des Adam-Müller-Guttenbrunn-Hauses und der Neuen Klinik.

## Beschreibung
Auf einem Stadtplan von 1936 ist an der Stelle, an der sich heute der Botanische Garten befindet, ein Park mit Wegen, die in etwa den Alleen von heute entsprechen, eingezeichnet.
Ein erster Entwurf zur Gestaltung des Botanischen Gartens von Timișoara stammt von der Architektin Silvia Grumeza aus dem Jahr 1966.
Zwischen 1986 und 1990 wurden 1650 Pflanzenarten aus phytogeografischer und aus ästhetischer Sicht im Park angepflanzt.
1995 wurde der Park erstmals für wissenschaftliche Zwecke unter Naturschutz gestellt mit dem Ziel die einheimische aber auch die exotische Flora des Parks zu schützen.
Der Botanische Garten ist der größte Park der Stadt und hat mit etwa 60.000 Besuchern jährlich die meisten Besucherzahlen aller städtischen Parkanlagen vorzuweisen.
Der Botanische Garten hat eine Fläche von zirka 84.000 Quadratmetern, von denen 74.500 bepflanzt sind oder als Grünflächen dienen und 7.500 Quadratmeter als Alleen angelegt sind. Die Pflanzen stammen aus der stadteigenen Baumschule, aus den botanischen Gärten aus Bukarest und Craiova, aus dem Dendrologischen Park Bazoș, aus Privatzüchtungen, aus Züchtungen der Agronomie-Fakultät der Landwirtschaftlichen und Veterinärmedizinischen Universität des Banat, der Forstschule „Colegiul Silvic Casa Verde“, aus dem Nationalpark Semenic-Cheile Carașului, aus dem Retezat-Gebirge sowie aus dem Ausland.
Im Botanischen Garten finden im Sommer Kulturveranstaltungen wie Konzerte oder Lesungen statt.
Der Botanische Garten von Timișoara ist in mehrere Sektoren unterteilt:
- Zierpflanzen (1,6 ha), mit dem Rosarium
- Flora und Vegetation Rumäniens (2,4 ha), mit der Banater Flora
- Flora des Mittelmeerraums (0,6 ha)
- Flora Nordamerikas (1,8 ha)
- Flora Asiens (1 ha), mit dem japanischen Garten
- Systematischer Pflanzensektor (0,7 ha)
- Heilpflanzen (0,25 ha)
- Tropische Pflanzen (0,10 ha), mit den Gewächshäusern

Im Botanischen Garten von Timișoara gibt es seltene Arten, die in keinem anderen Park der Stadt anzutreffen sind:
- Baumaralie (Kalopanax pictus)
- Japanischer Kuchenbaum (Cercidiphyllum japonicum)
- Chionantus retusus
- Lotuspflaume (Diospyros lotus)
- Samthaarige Stinkesche Euodia daniellii
- Kolkwitzie (Kolkwitzia amabilis)
- Goldrohrbambus (Phyllostachys aurea)
- Bur-Eiche (Quercus macrocarpa)
- Kreuzdorn Rhamnus rupestris
- Korea-Schneeball (Viburnum carlesii)
- Szechuanpfeffer (Zanthoxylum piperitum)
- Chinesische Jujube (Zizyphus jujuba)
- Gelbhorn (Xanthoceras sorbifolia)